# Mikołajowice

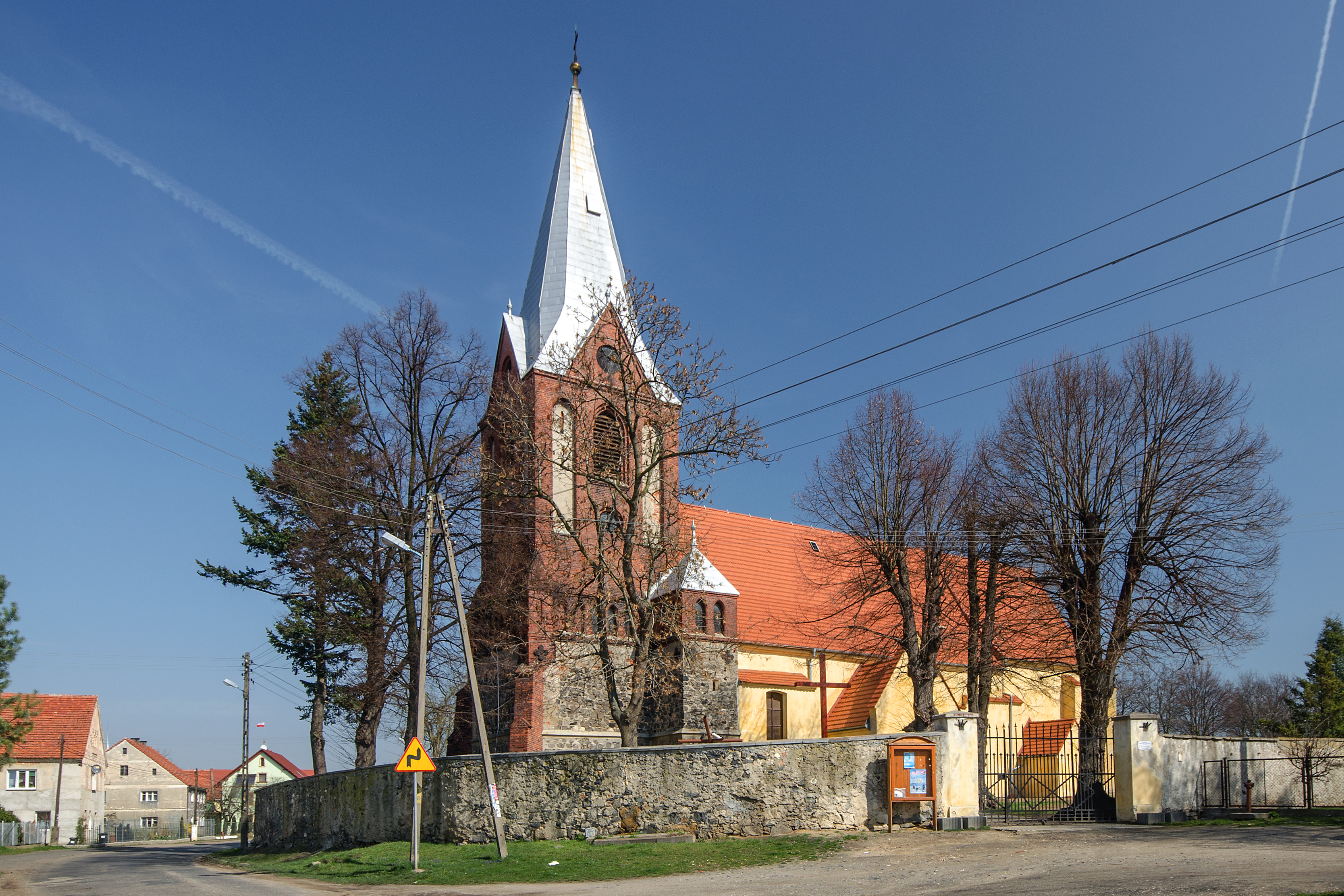
Marienkirche in Mikołajowice

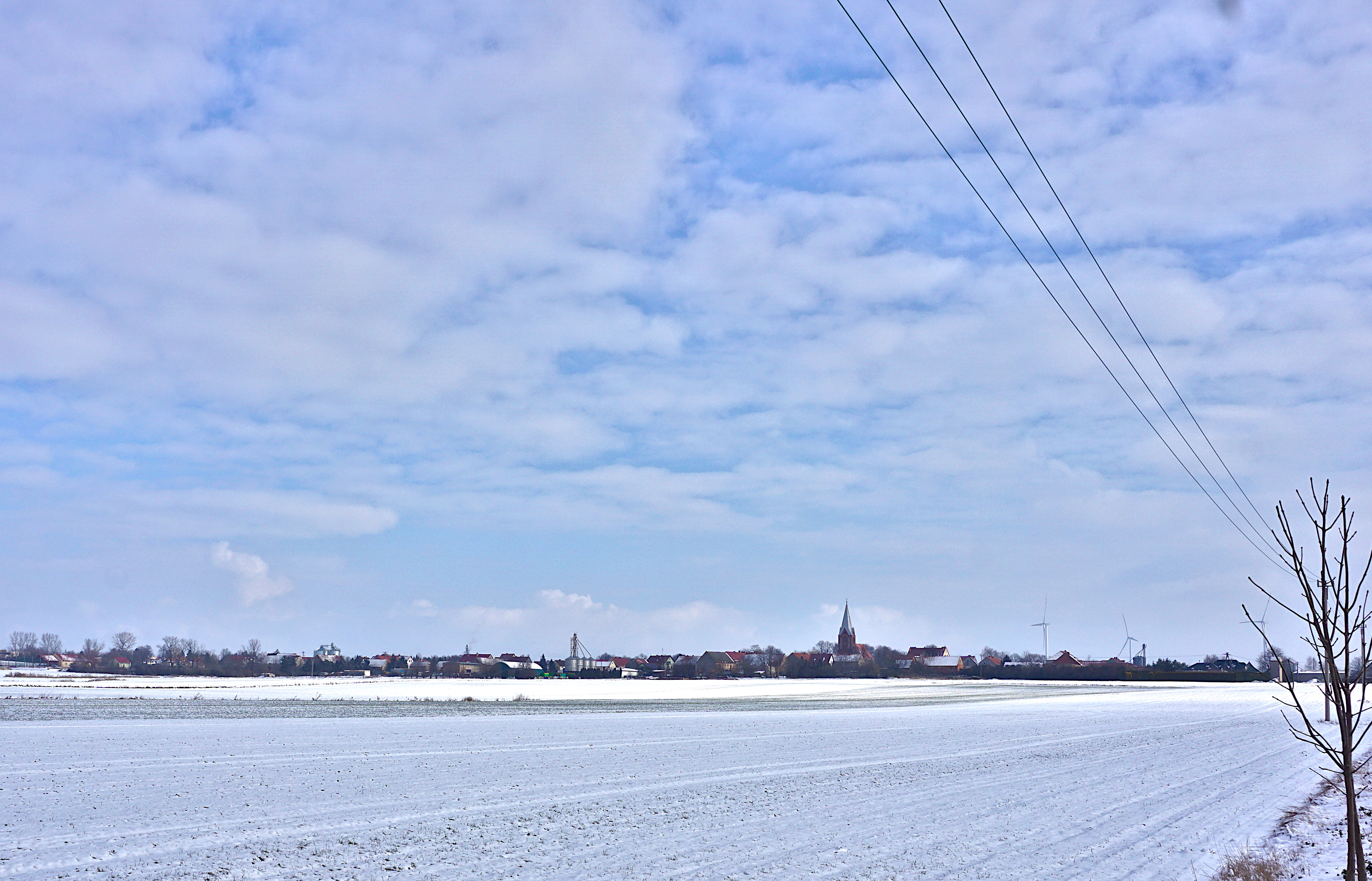
Ansicht von Mikołajowice

Mikołajowice (deutsch: Nikolstadt) ist ein Ort in der Landgemeinde Legnickie Pole (Wahlstatt) im Powiat Legnicki der Woiwodschaft Niederschlesien in Polen.

## Lage
Mikołajowice liegt an der Weidelache (polnisch Wierzbiak), etwa vier Kilometer südöstlich von Legnickie Pole (Wahlstatt) und 13 Kilometer südöstlich von Legnica (Liegnitz). Nachbarorte sind Strachowice (Strachwitz) im Westen, Pawłowice Wielkie (Pohlwitz) im Südwesten, Księginice (Kniegnitz) im Nordwesten, Wądroże Małe (Klein Wandriß) im Südosten und Wądroże Wielkie (Groß Wandriß) im Osten. 

## Geschichte
Bei Niklasdorf, das zum Herzogtum Liegnitz gehörte, wurden im Jahre 1340 Goldlagerstätten entdeckt, mit deren Abbau bald begonnen wurde. 1345 erhob Herzog Wenzel I. gemeinsam mit seinem Bruder Ludwig I. Niklasdorf zur Stadt, der sie die gleichen Bergprivilegien erteilten, wie sie Goldberg hatte. Allerdings waren die Stadtrechte von Niklasdorf dadurch eingeschränkt, dass den älteren Städten des Herzogtums Liegnitz am 13. April 1345 deren Markt- und Meilenrechte bestätigt worden waren. Binnen kurzer Zeit erlangte die Stadt Liegnitz immer mehr Einfluss in Niklasdorf. Die Herzöge traten 1346 die Ausbeute sowie 1352 das Markt- und Schoßrecht an die reiche Stadt Liegnitz ab, die im Gegenzug finanzielle Vorteile gewährte. Bereits 1364 war die kurze Zeit der Bergstadt Niklasdorf vorüber, und die Goldbergwerke wurden stillgelegt.
Zwischen 1404 und 1868 gab es mehrfach erfolglose Versuche, den Goldbergbau wieder aufzunehmen. Um 1500 wurde der vorherige Ortsname in Nikolstadt geändert. Die Stadt Liegnitz, der seit 1464 auch die Vogtei und seit 1586 das Rittergut gehörten, verlor das Interesse an Nikolstadt und tauschte das Gut im Jahre 1622 gegen das Kammergut Greibnig. An Stelle des Goldbergbaus lebte der Ort im 17. und 18. Jahrhundert von der Steinbrecherei. Im 17. Jahrhundert verlor Nikolstadt das Stadtrecht und wurde zum Kirchdorf abgestuft. Die Bewohner übten keine städtischen Berufe mehr aus, lediglich der Gemeindevorsteher bezeichnete sich bis 1945 als Bürgermeister.
Seit dem Ende des Zweiten Weltkriegs sind die Quarzitsteinbrüche wieder in Betrieb. Im Jahre 2000 wurde im Ort anlässlich des 655. Jubiläums der Erhebung zur Bergstadt ein Quarzitblock mit Gedenktafel aufgestellt.

## Sehenswürdigkeiten
- Römisch-katholische Marienkirche

## Einwohnerentwicklung
| Jahr          | 1789 | 1825 | 1905 | 1939 |
| Einwohnerzahl | 422  | 488  | 534  | 440  |